# Sunnyside (Newfoundland en Labrador)
Sunnyside is een gemeente (town) in de Canadese provincie Newfoundland en Labrador. De gemeente ligt in het zuiden van het eiland Newfoundland.

## Geschiedenis
In 1970 werd het dorp een gemeente met het statuut van local improvement district. Tussen 1971 en 1976 veranderde het statuut van de gemeente naar dat van town.

## Geografie
Sunnyside ligt aan het uiteinde van Bull Arm, een 16 km lange zijarm van Trinity Bay. De plaats bevindt zich net ten noorden van de Landengte van Avalon.

## Demografie
Demografisch gezien is Sunnyside, net zoals de meeste kleine dorpen op Newfoundland, aan het krimpen. Tussen 1991 en 2021 daalde de bevolkingsomvang van 622 naar 407. Dat komt neer op een daling van 215 inwoners (-34,6%) in dertig jaar tijd.
| Jaar | Aantal inwoners | Verschil |
| ---- | --------------- | -------- |
| 1991 | 622             | –        |
| 1996 | 621             | -0,2%    |
| 2001 | 477             | -23,3%   |
| 2006 | 470             | -1,5%    |
| 2011 | 452             | -3,8%    |
| 2016 | 396             | -12,4%   |
| 2021 | 407             | +2,8%    |